# Neuenstein (Badenia-Wirtembergia)

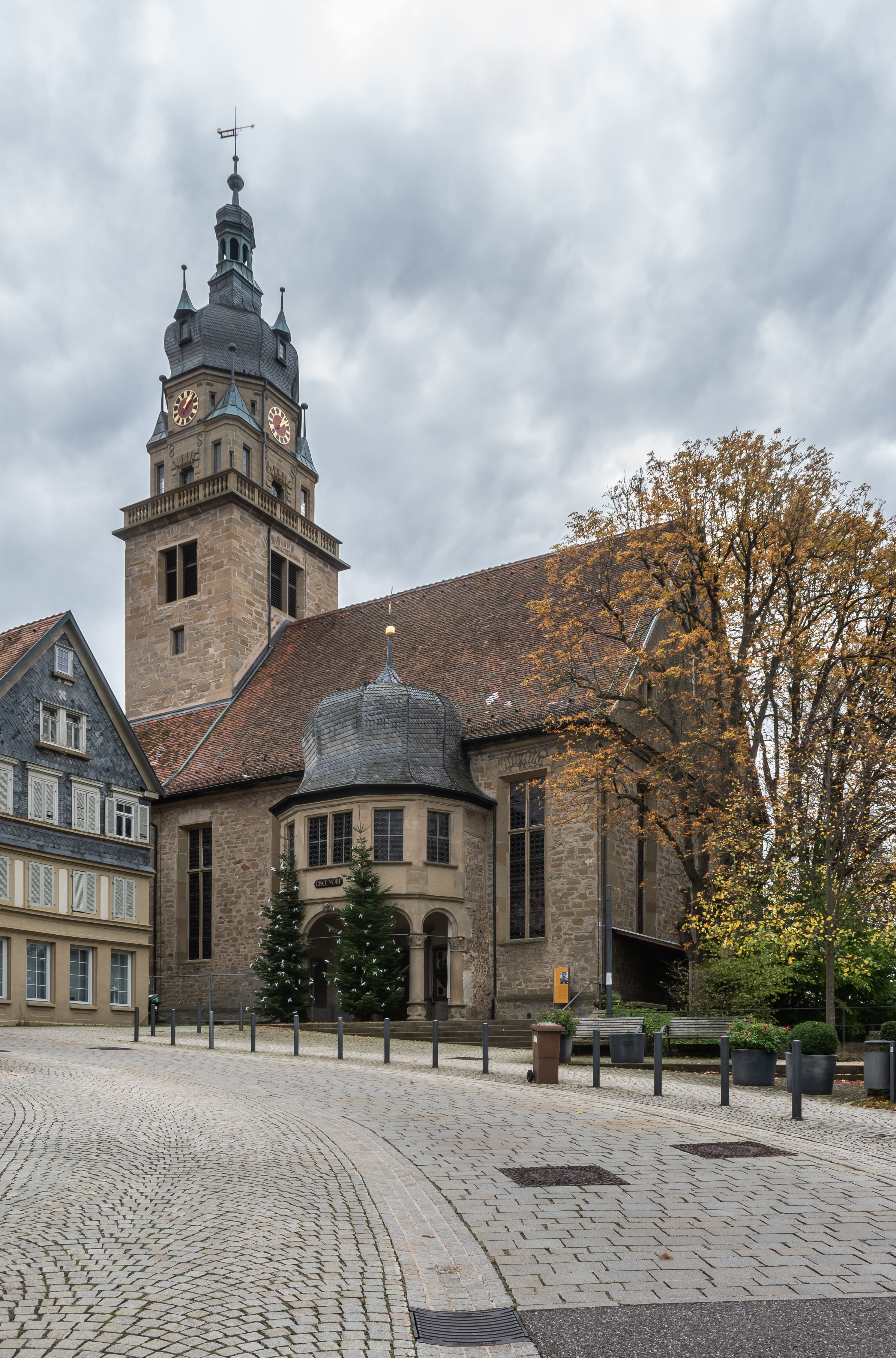
Kościół protestancki w Neuenstein

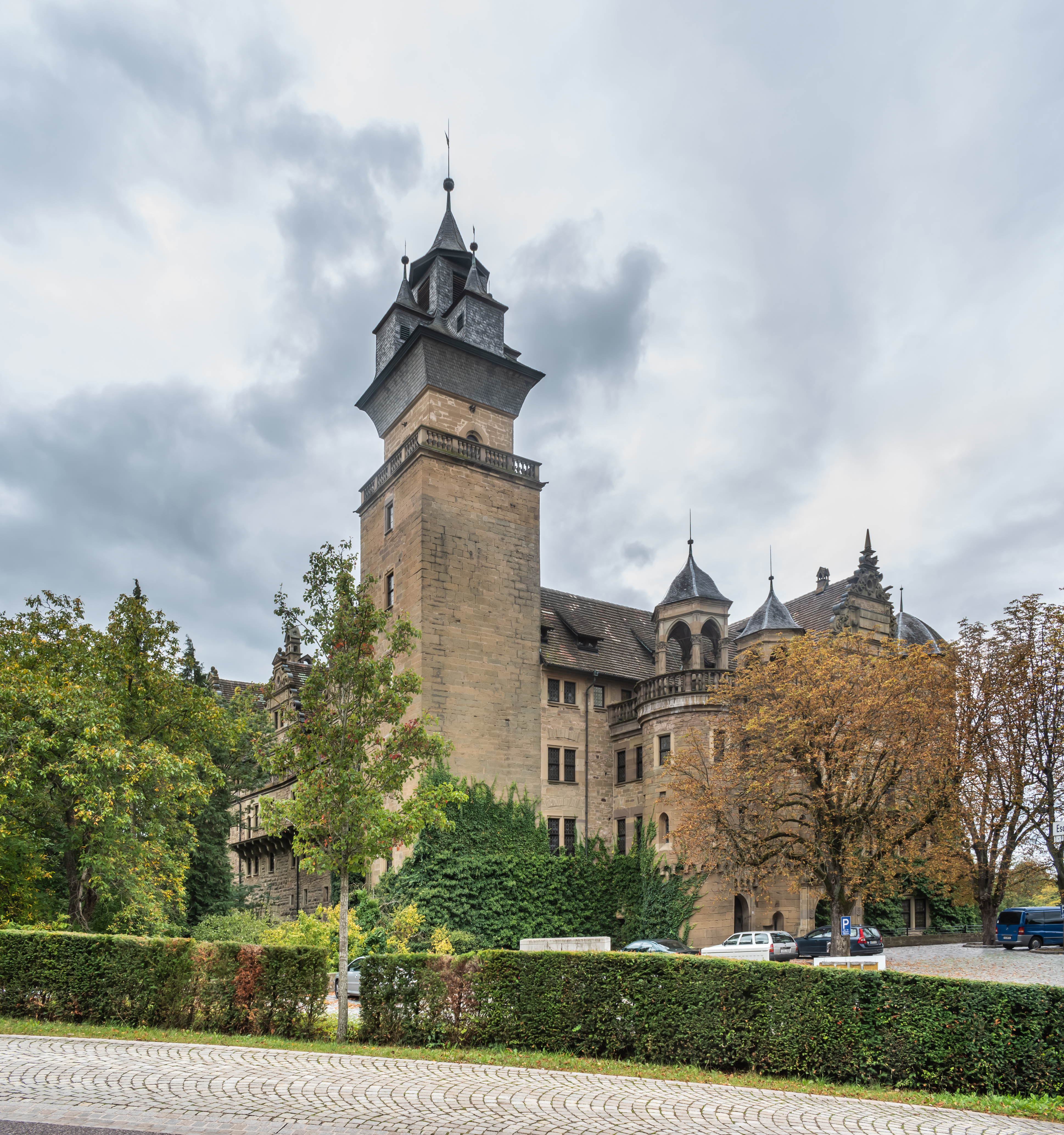
Zamek w Neuenstein

Neuenstein – miasto w Niemczech, w kraju związkowym Badenia-Wirtembergia, w rejencji Stuttgart, w regionie Heilbronn-Franken, w powiecie Hohenlohe, siedziba związku gmin Hohenloher Ebene. Leży ok. 10 km na południowy zachód od Künzelsau, przy autostradzie A6 i linii kolejowej Heilbronn–Crailsheim.

## Historia
Panowie Neuenstein, którzy założyli zamek i osadę, po raz pierwszy byli wymienieni jako świadkowie w dokumencie z 1230 r. Za zezwoleniem króla Karola IV Luksemburskiego w 1351 r. Kraft III von Hohenlohe-Weikersheim nadał osadzie prawa miejskie. Dla wzmocnienia obronności miasta nakazał on budowę murów miejskich oraz fos. Popierał rozwój lokalnej gospodarki, nadał m.in. przywilej targowy.
Do 1553 r. miasto znajdowało się pod władzą panów Hohenlohe-Weikersheim. Po podziale dóbr rodu von Hohenlohe miasto stało się siedzibą hrabiego Ludwika Kazimierza i jego potomków z linii Hohenlohe-Neuenstein.
Wraz ze śmiercią hrabiego Wolfganga Juliusza w 1698 r. miasto przeszło pod władzę hrabiów zu Hohenlohe-Öhringen, którzy swą rezydencję mieli w Öhringen.